# José Alfredo López
José Alfredo López (ur. 24 stycznia 1897 w Buenos Aires, zm. 10 marca 1969) – argentyński piłkarz, pomocnik.
Jako gracz klubu Boca Juniors wziął udział w turnieju Copa América 1921, gdzie Argentyna pierwszy raz w swych dziejach zdobyła mistrzostwo Ameryki Południowej. López zagrał w dwóch meczach – z Brazylią i Urugwajem.
W latach 1918–1921 López rozegrał w reprezentacji Argentyny 9 meczów – nie zdobył w nich jednak żadnej bramki.
Razem z Boca Juniors López dwukrotnie zdobył mistrzostwo Argentyny – w 1919 i 1920.